# Storvreta IBK
Storvreta IBK ist ein schwedischer Floorball-Verein aus Storvreta, einem Ort im Gemeindegebiet von Uppsala, der in der schwedischen Superliga (SSL) spielt. Ihre Heimspiele tragen sie in der IFU-Arena aus, die im zehn Kilometer entfernten Svartbäcken liegt. Der Verein ist achtfacher schwedischer Meister (zuletzt 2024) und konnte sich viermal (2010, 2012, 2016, 2020) den Europapokal sichern. Seit der Saison 2003/04 hat Storvreta jedes Jahr den Einzug in die Playoffs geschafft. In der ewigen Tabelle der SSL belegt Storvreta den siebten Platz.

## Geschichte
Storvreta IBK wurde 1989 gegründet, als Stefan Forsman, seine Frau Annette und einige Freunde nach einem Floorballspiel von Ekeby in Fyrishov ein eigenes Mixed-Team zum Ligabetrieb anmelden wollten. Ein formelles Gründungstreffen fand beim Vorglühen vor einer gemeinsam besuchten Party statt. Bald stellte sich heraus, dass es keine Liga für Mixed-Teams gab und die Anmeldefrist für die Herrenliga bereits abgelaufen war, sodass zunächst ein Damenteam gegründet wurde. Bereits in der ersten Saison gewann das Damenteam die Liga und den Bezirksmeistertitel. Ursprünglich war der Name "Fjuckby" im Gespräch, doch letztlich entschieden die Gründer sich für "Storvreta Young Guns". Das erste Club-Logo, gezeichnet von Carina Abrahamsson und Annette Wennberg, enthielt einen Floorball-Schläger und das Gründungsjahr 1989. Das erste Matchoutfit wurde vom benachbarten Multisportclub Storvreta IK geliehen. Kurz darauf wurden schließlich die ersten eigenen, rot-schwarzen Trikots beschafft. In der SSL-Saison 1994/95 wurde Storvreta erstmals schwedischer Meister mit dem Damenteam.
Das Herrenteam von Storvreta IBK schaffte erst zur Saison 2001/02 den Aufstieg in die höchste Spielklasse, spielt seitdem jedoch ununterbrochen in der SSL. Mit über 650 Mitgliedern ist er einer der größten Floorballvereine in Schweden. Des Weiteren richtet der Verein seit 1994 den Storvretacupen aus, der das weltgrößte Unihockey-Turnier für Jugendliche im Alter zwischen zehn und 20 Jahren ist.

## Erfolge
- Schwedischer Meister (8): 2010, 2011, 2012, 2016, 2018, 2019, 2023 und 2024
- EuroFloorball Cup/Champions Cup (4): 2010, 2012, 2016 und 2020

## Bekannte Mitglieder
- Mika Kohonen (* 1977)
- Hannes Öhman (* 1976)
- Henrik Stenberg (* 1990)